# Liên minh Tatar
Liên minh Tatar (tiếng Turk cổ: ; tiếng Mông Cổ: Татар) của các bộ lạc Mông Cổ sống ở phía đông bắc Mông Cổ. Những người du mục của họ chiếm các khu vực của Hồ Buir-Nur và sông Khalkhin Gol, phía nam sông Kerulen, cũng như một phần của Nội Mông. Hiện nay, một nhóm dân tộc bao gồm một số dân tộc Mông Cổ.
Người Tatar sống ở vùng đông bắc Gobi vào thế kỷ 5 và trở thành chủ thể của triều đại nhà Liêu Khiết Đan vào thế kỷ 10. Sau khi nhà Liêu sụp đổ, người Tatar phải chịu áp lực từ triều đại nhà Kim của người Nữ Chân và được thúc giục chiến đấu chống lại các bộ lạc Mông Cổ khác. Người Tatar sống trên các đồng cỏ màu mỡ xung quanh hồ Hô Luân và Hồ Buir và chiếm một tuyến đường thương mại đến Trung Quốc vào thế kỷ thứ 12.
Sau khi thành lập Đế chế Mông Cổ, người Tatar bị đế quốc Mông Cổ dưới thời Thành Cát Tư Hãn khuất phục. Dưới sự lãnh đạo của cháu trai của ông là Khan Khan, họ di chuyển về phía tây, lái xe cùng với họ nhiều người Thổ Nhĩ Kỳ về phía đồng bằng Nga trong các cuộc di cư của người Thổ Nhĩ Kỳ.